# دهنو مرکزی
دهنو مرکزی، روستایی از توابع بخش رستم شهرستان ممسنی در استان فارس ایران است.

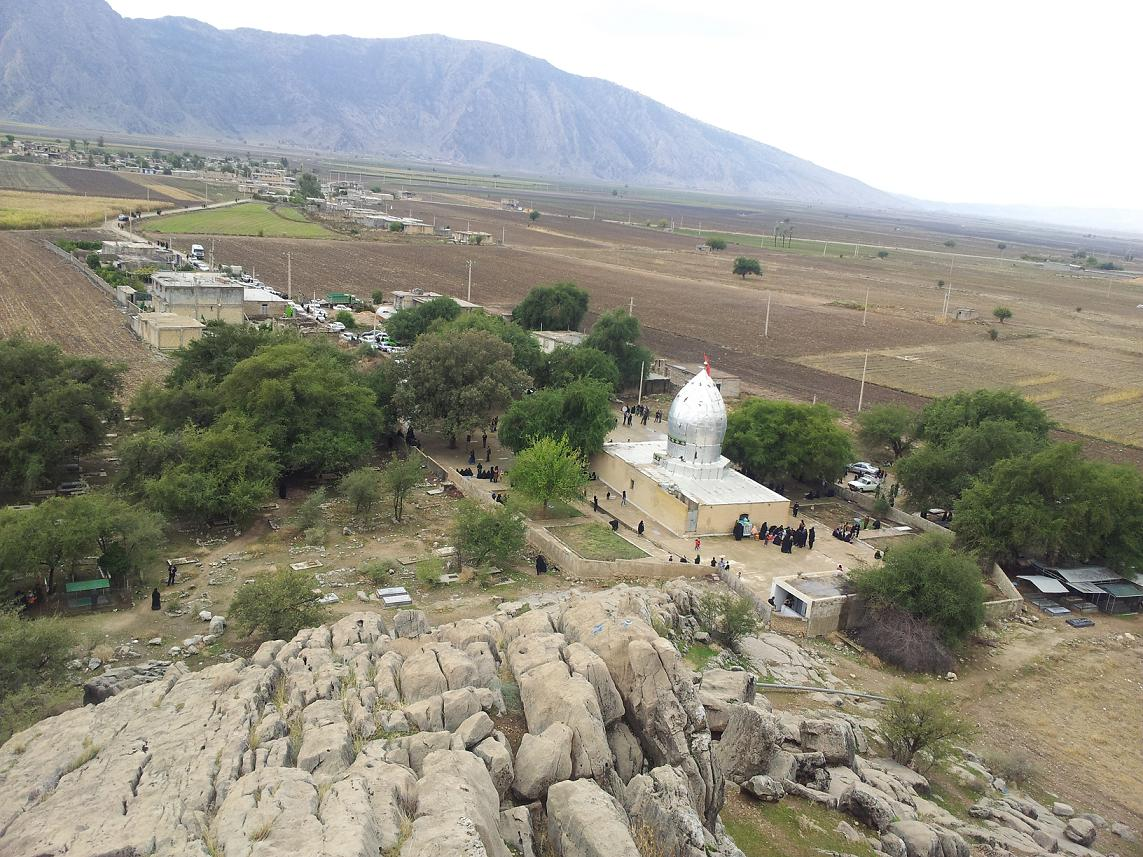
شاهزاده میر احمد(دهنو)واقع در دامنه کوههای دورگ 1390عکس محمدرضا اتابک

## جمعیت
این روستا در دهستان رستم دو قرار دارد و براساس سرشماری مرکز آمار ایران در سال ۱۳۸۵، جمعیت آن ۸۶۸ نفر (۱۸۴خانوار) بوده‌است.